# 藍蝶猿尾木
藍蝶猿尾木（学名：Stachytarpheta cayennensis）为馬鞭草科假马鞭属下的一个种。